# Neoplocaederus
Neoplocaederus is een kevergeslacht uit de familie van de boktorren (Cerambycidae). De wetenschappelijke naam van het geslacht werd voor het eerst geldig gepubliceerd in 1991 door Sama.

## Soorten
Neoplocaederus omvat de volgende soorten:
- Neoplocaederus basalis (Gahan, 1890)
- Neoplocaederus basilewskyi (Fuchs, 1971)
- Neoplocaederus bennigseni (Kolbe, 1898)
- Neoplocaederus bicolor (Gressitt, 1942)
- Neoplocaederus bicoloripes (Atkinson, 1953)
- Neoplocaederus bruncki (Villiers, 1969)
- Neoplocaederus caroli (Leprieur, 1876)
- Neoplocaederus chloropterus (Chevrolat, 1856)
- Neoplocaederus cineraceus (Fairmaire, 1882)
- Neoplocaederus conradti (Kolbe, 1893)
- Neoplocaederus consocius (Pascoe, 1859)
- Neoplocaederus cyanipennis (Thomson, 1861)
- Neoplocaederus danilevskyi Lazarev, 2009
- Neoplocaederus denticornis (Fabricius, 1801)
- Neoplocaederus elongatulus (Holzschuh, 1993)
- Neoplocaederus emini (Waterhouse, 1890)
- Neoplocaederus ferrugineus (Linnaeus, 1758)
- Neoplocaederus formosus (Harold, 1878)
- Neoplocaederus francqueni (Lepesme & Breuning, 1956)
- Neoplocaederus frenatus (Fåhraeus, 1872)
- Neoplocaederus fucatus (Thomson, 1858)
- Neoplocaederus gabonicus (Gahan, 1890)
- Neoplocaederus glabricollis (Hope, 1843)
- Neoplocaederus grandicornis (Atkinson, 1953)
- Neoplocaederus granulatus (Aurivillius, 1908)
- Neoplocaederus incertus (Gestro, 1892)
- Neoplocaederus iridescens (Atkinson, 1953)
- Neoplocaederus kolbei (Hintz, 1910)
- Neoplocaederus leichneri (Müller, 1941)
- Neoplocaederus luristanicus (Holzschuh, 1977)
- Neoplocaederus lymphaticus (Lameere, 1890)
- Neoplocaederus melancholicus (Gahan, 1890)
- Neoplocaederus multipunctatus (Atkinson, 1953)
- Neoplocaederus nitidicollis (Atkinson, 1953)
- Neoplocaederus nitidipennis (Chevrolat, 1858)
- Neoplocaederus obesus (Gahan, 1890)
- Neoplocaederus opalinus (Atkinson, 1953)
- Neoplocaederus parallelus (Atkinson, 1953)
- Neoplocaederus parvulus (Müller, 1942)
- Neoplocaederus pedestris (White, 1853)
- Neoplocaederus peelei (Gahan, 1898)
- Neoplocaederus pronus (Fåhraeus, 1872)
- Neoplocaederus punctipennis (Müller, 1942)
- Neoplocaederus purpuripennis (Gahan, 1890)
- Neoplocaederus ruficornis (Newman, 1842)
- Neoplocaederus scapularis (Fischer-Waldheim, 1821)
- Neoplocaederus spinicornis (Fabricius, 1781)
- Neoplocaederus vadoni (Villiers, 1969)
- Neoplocaederus vayssierei (Lepesme & Breuning, 1956)
- Neoplocaederus vicinus (Villiers, 1969)
- Neoplocaederus viridescens (Atkinson, 1953)
- Neoplocaederus viridipennis (Hope, 1843)